# Van Allen Probes
Die Van Allen Probes, vormals Radiation Belt Storm Probes (RBSP, Strahlungsgürtel-Sturmsonden), sind zwei inaktive Raumsonden der NASA zur Untersuchung des Van-Allen-Strahlungsgürtels, der die Erde umgibt. Die Mission gehörte zum NASA-Programm „Living With a Star“. Die Ergebnisse der Sonden sollten zum Verständnis der Umgebung und der Veränderlichkeit des Strahlungsgürtels beitragen. Dies ist für den Betrieb und den Entwurf von Weltraummissionen, die Missionsplanung und die Sicherheit der Raumfahrer sehr wichtig.

## Allgemeines

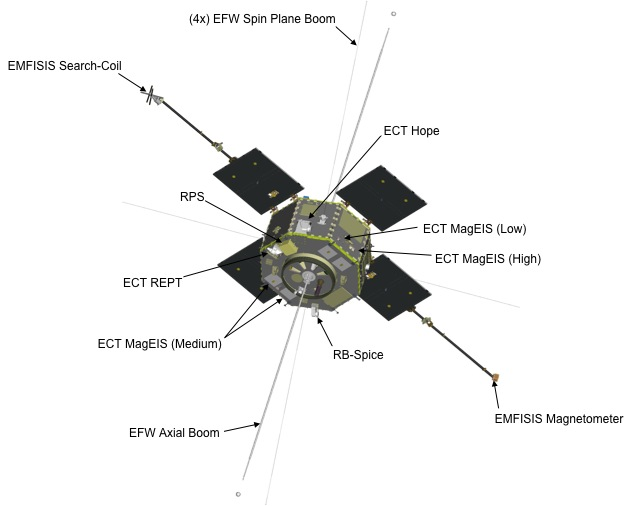
Aufbau der Sonden

Das Goddard Space Flight Center ist für das Programm Living With a Star verantwortlich, dessen Teil Van Allen Probes zusammen mit dem Solar Dynamics Observatory (SDO) waren. Das Applied Physics Laboratory (APL) an der Johns Hopkins University trug die Verantwortung für die gesamte Implementierung und das Gerätemanagement. Die primäre Mission war für eine Dauer von 2 Jahren geplant, mit einer möglichen Verlängerung von bis zu 4 Jahren. Die Sonden sollten mit dem Balloon Array for RBSP Relativistic Electron Losses (BARREL) zusammenwirken, welches die Teilchen maß, die aus dem Strahlungsgürtel bis zur Erde gelangten.

## Meilensteine
- Fertigstellung des Konzepts der Mission, 30. Januar 2007[5]
- Bestätigung des vorläufigen Entwurfs, Oktober 2008
- Bestätigung des endgültigen Entwurfs, Januar 2009
- Transport der Sonden vom APL in Laurel, Maryland zur Cape Canaveral Air Force Station in Florida, 30. April 2012
- Start der Atlas V-401-Trägerrakete am 30. August 2012 um 8:05 UTC vom Cape Canaveral AFS Launch Complex 41.[6]
- Umbenennung der Radiation Belt Storm Probes in Van Allen Probes am 9. November 2012.[7]
- Missionsende der Sonde B am 19. Juli 2019[8]
- Missionsende der Sonde A am 18. Oktober 2019.[9]

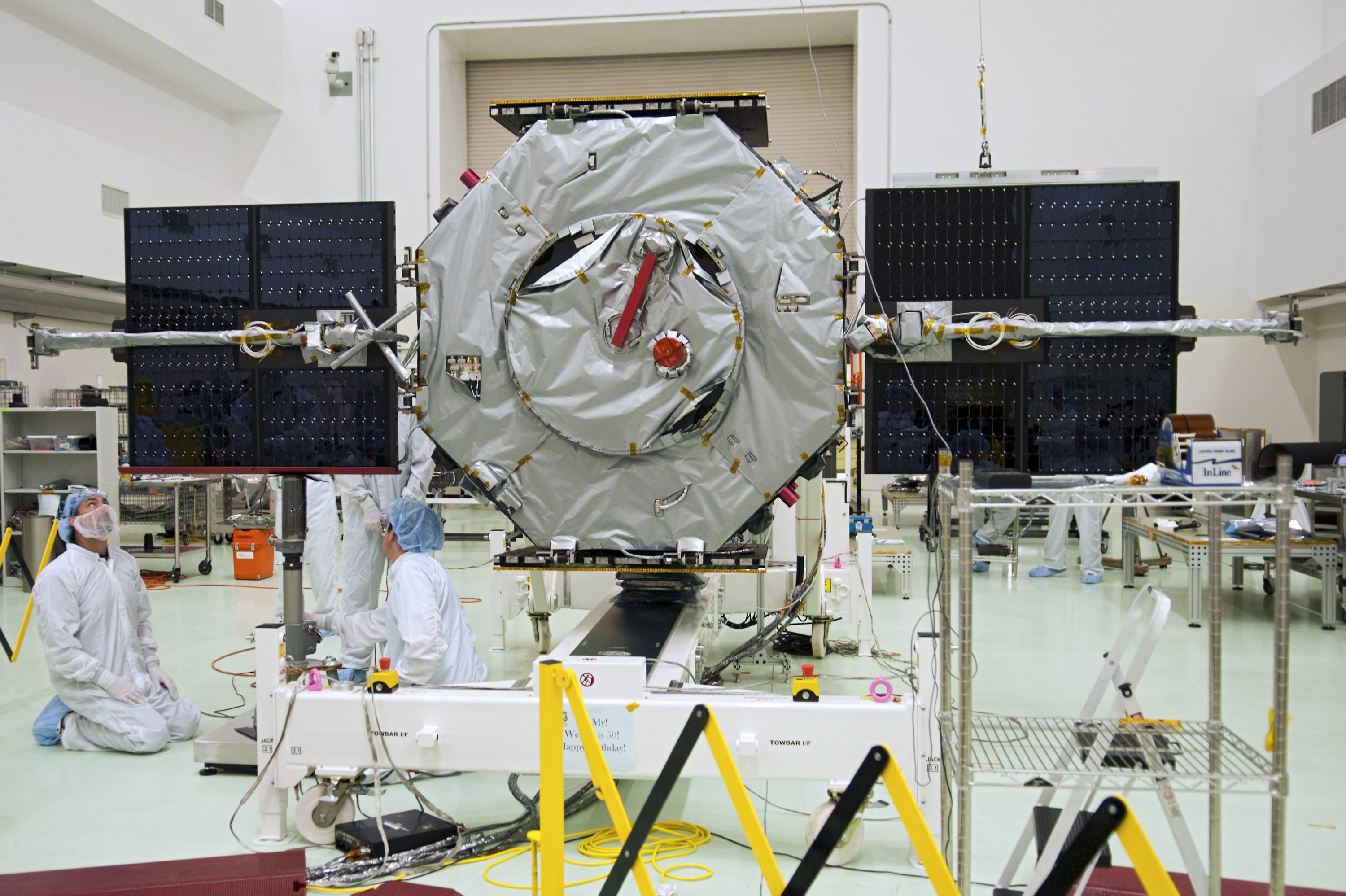
Test der Solarpaneele an der Van Allen Probe A
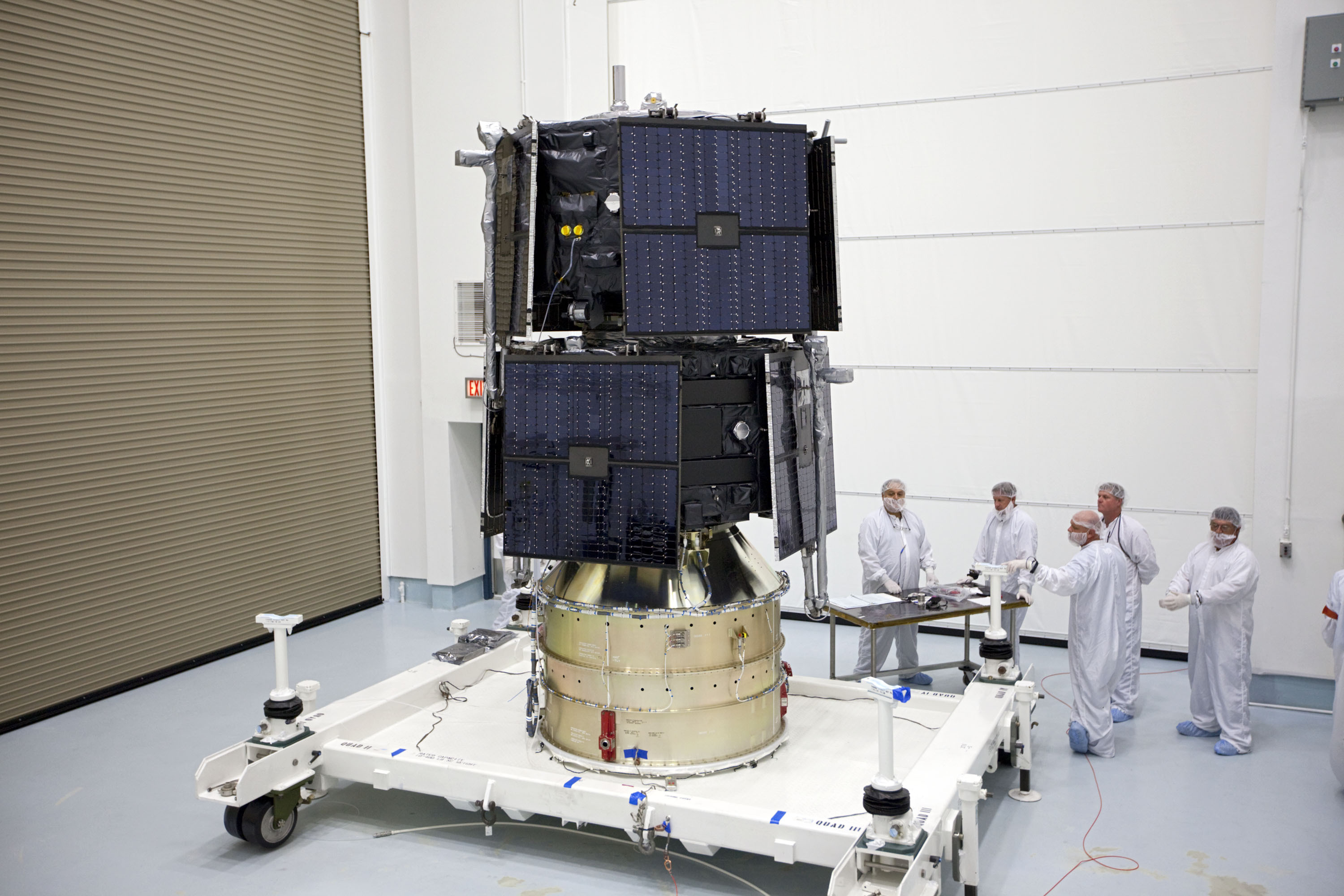
Van Allen Probe A (oben) und B (unten) auf ihrem Adapter
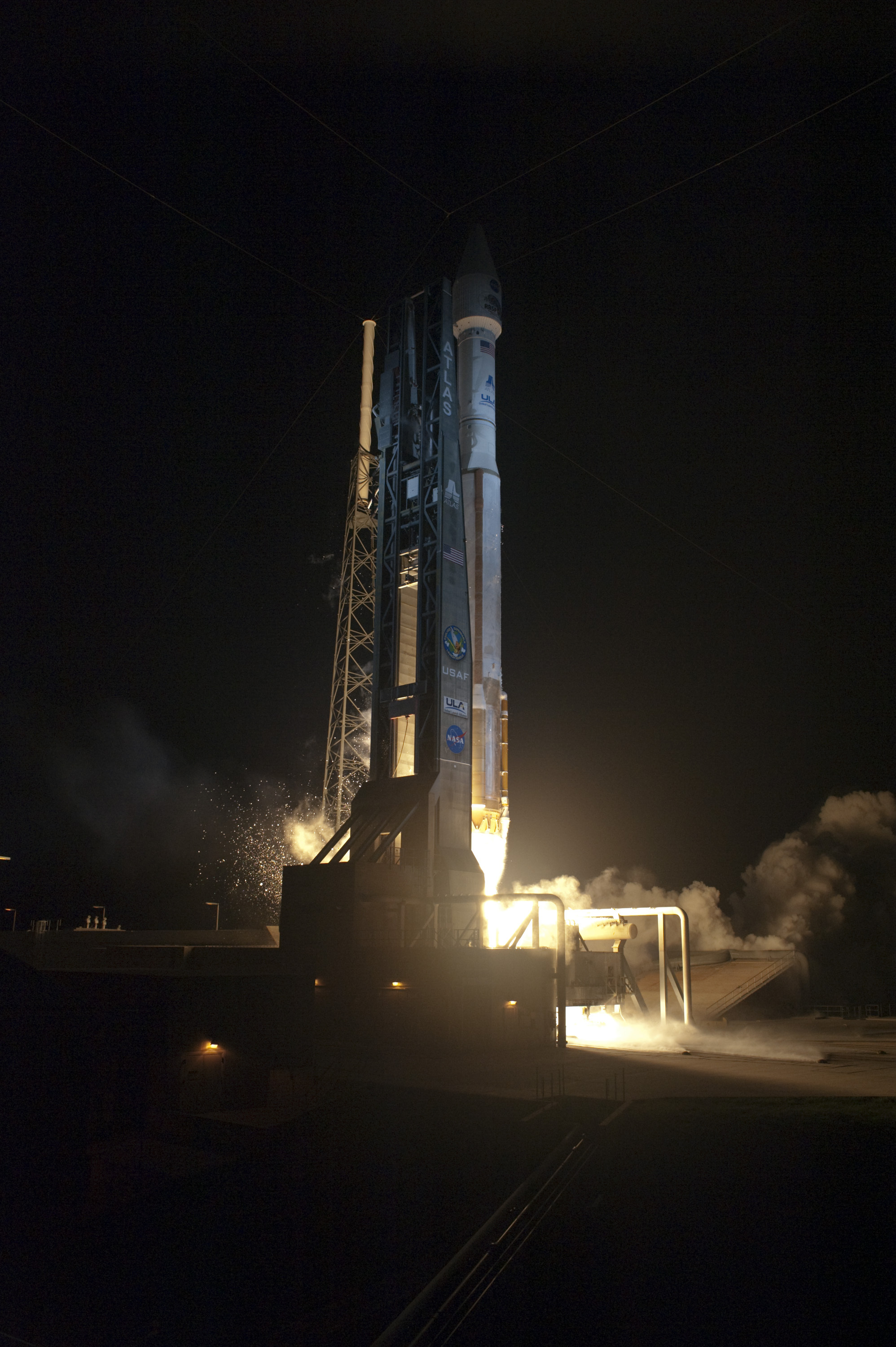
Start der Atlas V mit den Van Allen Probes an Bord

## Start
Am 16. März gab die United Launch Alliance (ULA) bekannt, dass sie von der NASA den Auftrag zum Start der Van Allen Probes mit einer Atlas-V-401-Trägerrakete erhalten hat. Der Start erfolgte am 30. August 2012 8:05 Uhr UTC innerhalb des vorgesehenen, 20-minütigen Startfensters.

## Ergebnisse
Die Satelliten entdeckten, dass sich durch einen besonders kräftigen Sonnenwindstoß ein weiterer (dritter) Strahlungsgürtel um die Erde bilden kann. Dieser bildet sich außerhalb des bisherigen äußeren Ringes. Der bisher äußere Ring wird dafür ein Speicher für hochenergetische Teilchen. Diese Konfiguration ist dann stabil, bis ein weiterer Sonnenwindstoß die ursprüngliche Konfiguration wieder entstehen lässt. Ob das öfters passiert, ist noch unbekannt.